# Ciclismo en los Juegos Olímpicos de Melbourne 1956
El ciclismo en los Juegos Olímpicos de Melbourne 1956 se realizó en dos instalaciones de la ciudad de Melbourne, entre el 3 y el 7 de diciembre de 1956.
En total se disputaron en este deporte 6 pruebas diferentes (todas en la categoría masculina), repartidas en dos disciplinas ciclistas: 2 pruebas de ruta y 4 de pista. El programa de competiciones se mantuvo sin cambios, como en las ediciones pasadas.
El italiano Leandro Faggin estableció una nueva plusmarca olímpica en el kilómetro contrarreloj, al rebajar el tiempo que el australiano Russell Mockridge marcase en Helsinki 1952. También se batió el récord olímpico en persecución por equipos, establecido en 1936; todos los equipos presentes en semifinales lo batieron, pero el mejor tiempo fue el del equipo italiano en la final.

## Sedes
- Ciclismo en ruta – Circuito en la zona de Broadmeadows
- Ciclismo en pista – Velódromo Olímpico

## Participantes
Participaron un total de 161 ciclistas, representando a 30 naciones diferentes:
| - Alemania (10) - Australia (11) - Austria (4) - Bélgica (7) - Brasil (1) - Canadá (3) - Checoslovaquia (6) - Chile (2) - Colombia (8) - Corea del Sur (2) | - Dinamarca (2) - Etiopía (4) - Estados Unidos (10) - Finlandia (1) - Francia (11) - Italia (12) - Japón (1) - Luxemburgo (1) - México (4) - Nueva Zelanda (6) | - Pakistán (4) - Reino Unido (12) - Sudáfrica (6) - Suecia (4) - Trinidad y Tobago (1) - Unión Soviética (12) - Uruguay (5) - Venezuela (4) - Vietnam (6) - Yugoslavia (1) |

## Medallistas

### Ciclismo en ruta
| Evento                            | Oro                                                                                    | Plata                                                                                     | Bronce                                                                                                |
| --------------------------------- | -------------------------------------------------------------------------------------- | ----------------------------------------------------------------------------------------- | --- |
| Ruta individual (7 de diciembre)  | Ercole Baldini · Italia · 5:21:17                                                      | Arnaud Geyre · Francia · 5:23:16                                                          | Alan Jackson · Reino Unido · 5:23:16                                                                  |
| Ruta por equipos (7 de diciembre) | Arnaud Geyre · Maurice Moucheraud · Michel Vermeulin · René Abadie · Francia · 22 pts. | Alan Jackson · Arthur Brittain · William Holmes · Harold Reynolds · Reino Unido · 23 pts. | Horst Tüller · Gustav-Adolf Schur · Reinhold Pommer · Erich Hagen · Equipo Alemán Unificado · 27 pts. |

### Ciclismo en pista
| Evento                                   | Oro | Plata                                                                                   | Bronce                                                                                  |
| ---------------------------------------- | --- | --------------------------------------------------------------------------------------- | --------------------------------------------------------------------------------------- |
| Velocidad individual (6 de diciembre)    | Michel Rousseau · Francia                                                                                           | Guglielmo Pesenti · Italia                                                              | Richard Ploog · Australia                                                               |
| Persecución por equipos (4 de diciembre) | Antonio Domenicali · Franco Gandini · Leandro Faggin · Valentino Gasparella · Virginio Pizzali · Italia · 4:37,4 RO | Jean Graczyk · Jean-Claude Lecante · Michel Vermeulin · René Bianchi · Francia · 4:39,4 | Donald Burgess · John Geddes · Michael Gambrill · Thomas Simpson · Reino Unido · 4:42,2 |
| 1 km contrarreloj (6 de diciembre)       | Leandro Faggin · Italia · 1:09,8 RO                                                                                 | Ladislav Fouček · Checoslovaquia · 1:11,4                                               | Alfred Swift · Sudáfrica · 1:11,6                                                       |
| Tándem (6 de diciembre)                  | Anthony Marchant · Ian Browne · Australia                                                                           | Ladislav Fouček · Václav Machek · Checoslovaquia                                        | Cesare Pinarello · Giuseppe Ogna · Italia                                               |

## Medallero
| Núm. | País                    | Oro | Plata | Bronce | Total |
| ---- | ----------------------- | --- | ----- | ------ | ----- |
| 1    | Italia                  | 3   | 1     | 1      | 5     |
| 2    | Francia                 | 2   | 2     | 0      | 4     |
| 3    | Australia               | 1   | 0     | 1      | 2     |
| 4    | Checoslovaquia          | 0   | 2     | 0      | 2     |
| 5    | Reino Unido             | 0   | 1     | 2      | 3     |
| 6    | Equipo Alemán Unificado | 0   | 0     | 1      | 1     |
| 6    | Sudáfrica               | 0   | 0     | 1      | 1     |
|      | TOTAL                   | 6   | 6     | 6      | 18    |